# Haus für Poesie Berlin

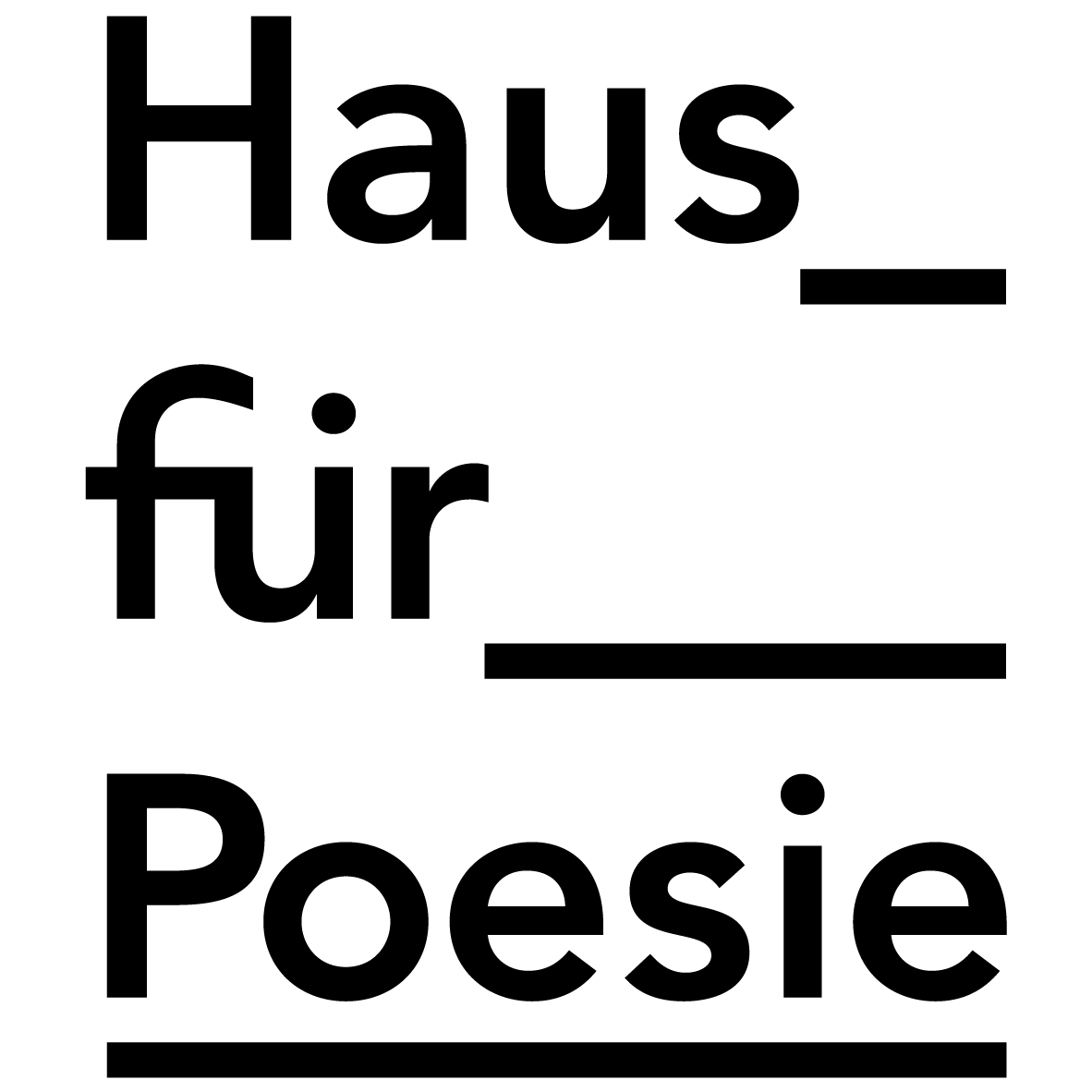
Logo

Das Haus für Poesie ist ein Berliner Literaturveranstalter mit Sitz in der Kulturbrauerei Berlin. Am 12. September 2016 wurde die ehemalige Literaturwerkstatt Berlin in Haus für Poesie umbenannt. Gegründet wurde das Haus für Poesie im Jahr 1991 (damals unter dem Namen Literaturwerkstatt Berlin). Die Literaturwerkstatt Berlin befand sich bis 2001 in der ehemaligen Villa von Otto Grotewohl im Majakowskiring 46/48 in Berlin-Pankow. 

## Programm
Besondere Schwerpunkte seines Arbeitens liegen in der Entdeckung und Förderung des schriftstellerischen Nachwuchses und in der Verbreitung von nationaler und internationaler Poesie, besonders in Verbindung mit anderen Künsten. Das Haus für Poesie organisiert u. a. jährlich das Poesiefestival Berlin, Weltklang – Nacht der Poesie und den Literaturwettbewerb Open Mike sowie das Zebra Poetry Film Festival. Außerdem ist es an der jährlichen Präsentation der Lyrik-Empfehlungen beteiligt und zentraler Veranstalter des UNESCO-Welttags der Poesie, der seit 2000 jedes Jahr am 21. März gefeiert wird. Auf der vom Haus für Poesie betreuten Webseite Lyrikline können Gedichte von mittlerweile weit über 1400 Dichtern und Dichterinnen in mehr als 80 Sprachen gehört und im Original sowie in Übersetzungen gelesen werden. In der gemeinsam mit der Plattform Lyrikkritik.de ins Leben gerufenen Akademie für Lyrikkritik setzen sich Teilnehmer und Teilnehmerinnen in Seminaren mit Lyrikkritik und ihrer Präsentation auseinander. Verschiedenste Autoren haben in dem Saal des Hauses Lesungen gegeben, unter anderem Rosa von Praunheim.

## Poesiefestival Berlin
Das Poesiefestival Berlin ist das größte Poesiefestival seiner Art in Europa. Jährlich bringt es rund 150 namhafte Dichter und Dichterinnen sowie Künstler und Künstlerinnen aus aller Welt nach Berlin und präsentiert zeitgenössische Poesie in ihrer Formenvielfalt und in Verbindung mit anderen Künsten. Zentraler Austragungsort und Kooperationspartner war von 2008 bis 2023 die Akademie der Künste. 2024 findet das Festival erstmals im Kulturquartier Silent Green statt.

„In der Dichtung geht es nicht um Abrechenbarkeit. Sie ist keine Handelsware, bringt keinen materiellen Gewinn. Poesie, über die inzwischen hierzulande wieder ehr geredet wird als noch vor zehn Jahren, ist dennoch ein Gewinn für jeden, der nur ein winziges Sensorium für das ANDERE besitzt. […] Poesie will spielen und sich zeigen. Wir werden es hier erleben – gattungsübergreifend, mit bewährten und neuen Formen, mit Performances, Musik, Tanz, Film und allem, was der Zeitgeist aus seiner poetischen Kiste hervorzaubert.“

## Lyrikline – listen to the poet
Lyrikline ist eine Online-Plattform für internationale Poesie – hier können Gedichte im Original und in Übersetzung gelesen und in der Stimme des Dichters bzw. der Dichterin gehört werden. Am 19. November 1999 ging lyrikline.org online. Mittlerweile sind rund 14.400 Gedichte von weit über 1500 Dichtern und Dichterinnen in mehr als 90 Sprachen zu lesen und zu hören.

## open mike – Wettbewerb für junge Literatur
Seit 1993 schreibt das Haus für Poesie den Literaturwettbewerb open mike aus. Teilnehmen können deutschsprachige Autoren und Autorinnen, die nicht älter als 35 Jahre sind und noch kein literarisches Buch publiziert haben. Der open mike hat sich zum wichtigsten Literatur-Nachwuchswettbewerb im deutschsprachigen Raum entwickelt. Viele Autoren und Autorinnen haben ihre literarische Karriere beim open mike begonnen, so zum Beispiel Julia Franck, Tilman Rammstedt und Ulf Stolterfoht.

## Zebra Poetry Film Festival
Das Zebra Poetry Film Festival ist die größte internationale Plattform für Poesiefilme – also Kurzfilme, die sich inhaltlich, ästhetisch oder formal mit Gedichten auseinandersetzen. Seit 2002 präsentiert es den internationalen Stand des Genres und schreibt den Wettbewerb um die besten Poesiefilme aus.

## Poetische Bildung
Das Haus für Poesie bietet ein umfangreiches partizipatives Programm zur poetischen (Weiter-)Bildung. Neben einem umfangreichen Angebot für Schreibende und Lehrende, fördert das Haus für Poesie den literarischen Nachwuchs und setzt sich für die poetische Bildung von Kindern und Jugendlichen ein. In offenen Treffen und Werkstätten können sie an ihrem eigenen Schreiben arbeiten und einen Zugang zur Poesie finden. Vermittelt wird die Praxis des poetischen Schreibens von lehrerfahrenen und vielfach ausgezeichneten Dichtern und Dichterinnen.

## VERSschmuggel
Mit VERSschmuggel hat das Haus für Poesie eine eigene Methode der Lyrikübersetzung entwickelt. Seit 2002 lädt es deutschsprachige und internationale Lyriker und Lyrikerinnen dazu ein, sich gegenseitig zu übersetzen. Dabei arbeiten sie in Dreier-Teams mit sogenannten Sprach-Mittlern bzw. -Mittlerinnen zusammen und ‚schmuggeln‘ Verse in die jeweils andere Sprache. Die Ergebnisse werden als bilinguale Anthologie im Verlag Das Wunderhorn und einem Verlag der anderen Sprache veröffentlicht.